# Заварочный чайник

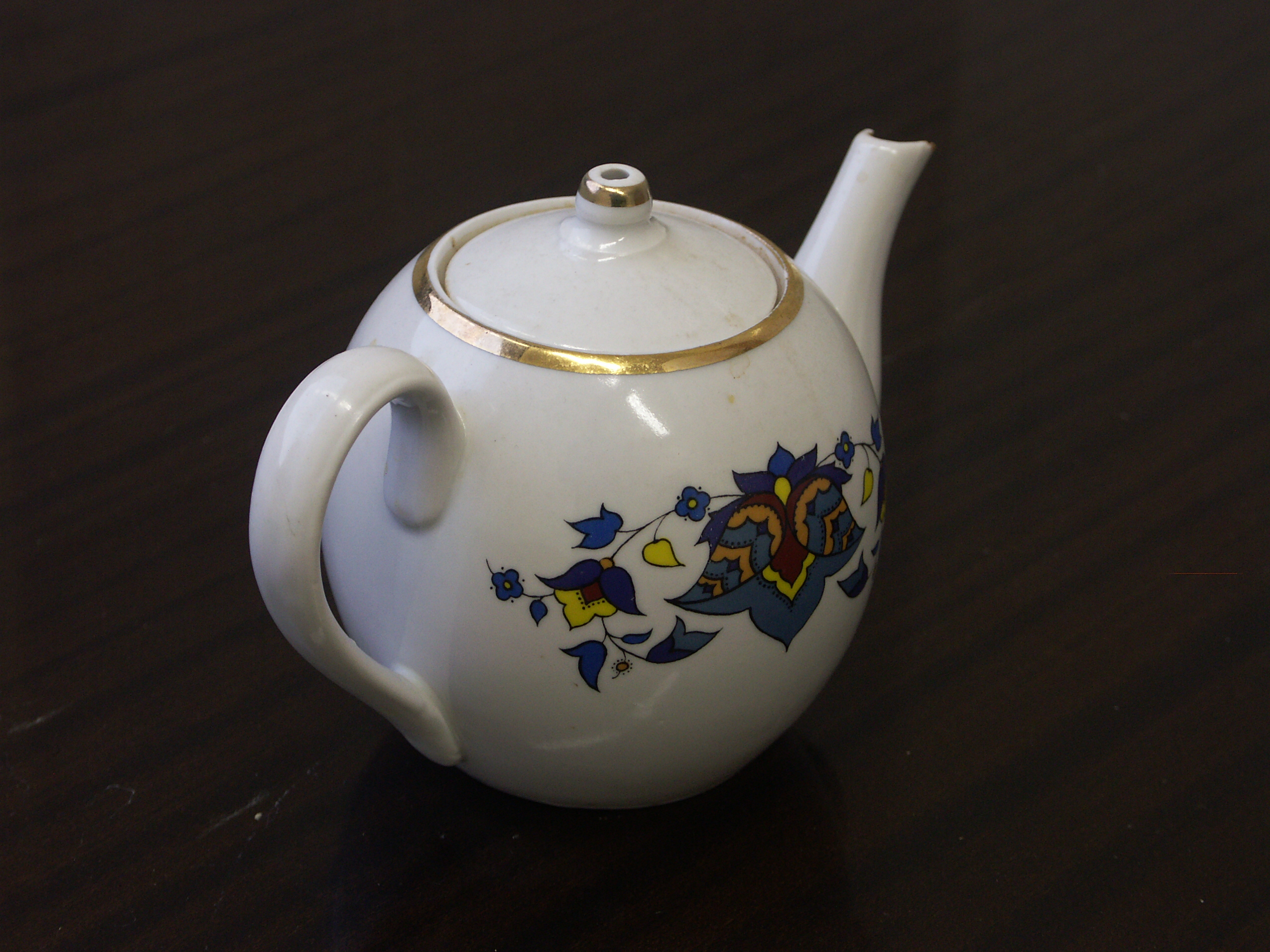
Фарфоровый глазурированный заварочный чайник

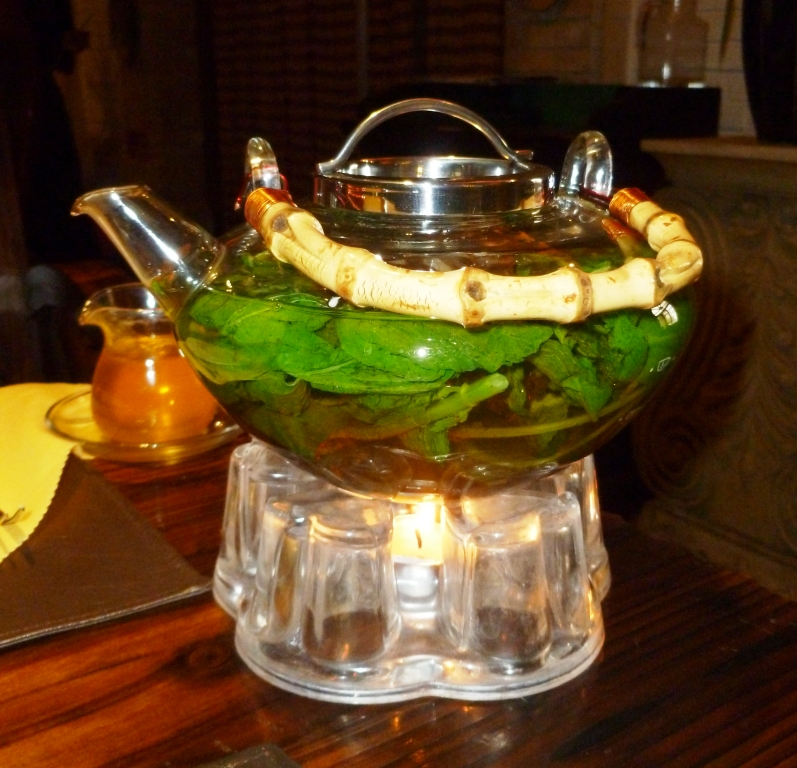
Стеклянный чайник с листьями мяты, нагреваемый чайной лампой, Кашгар, Синьцзян, Китай

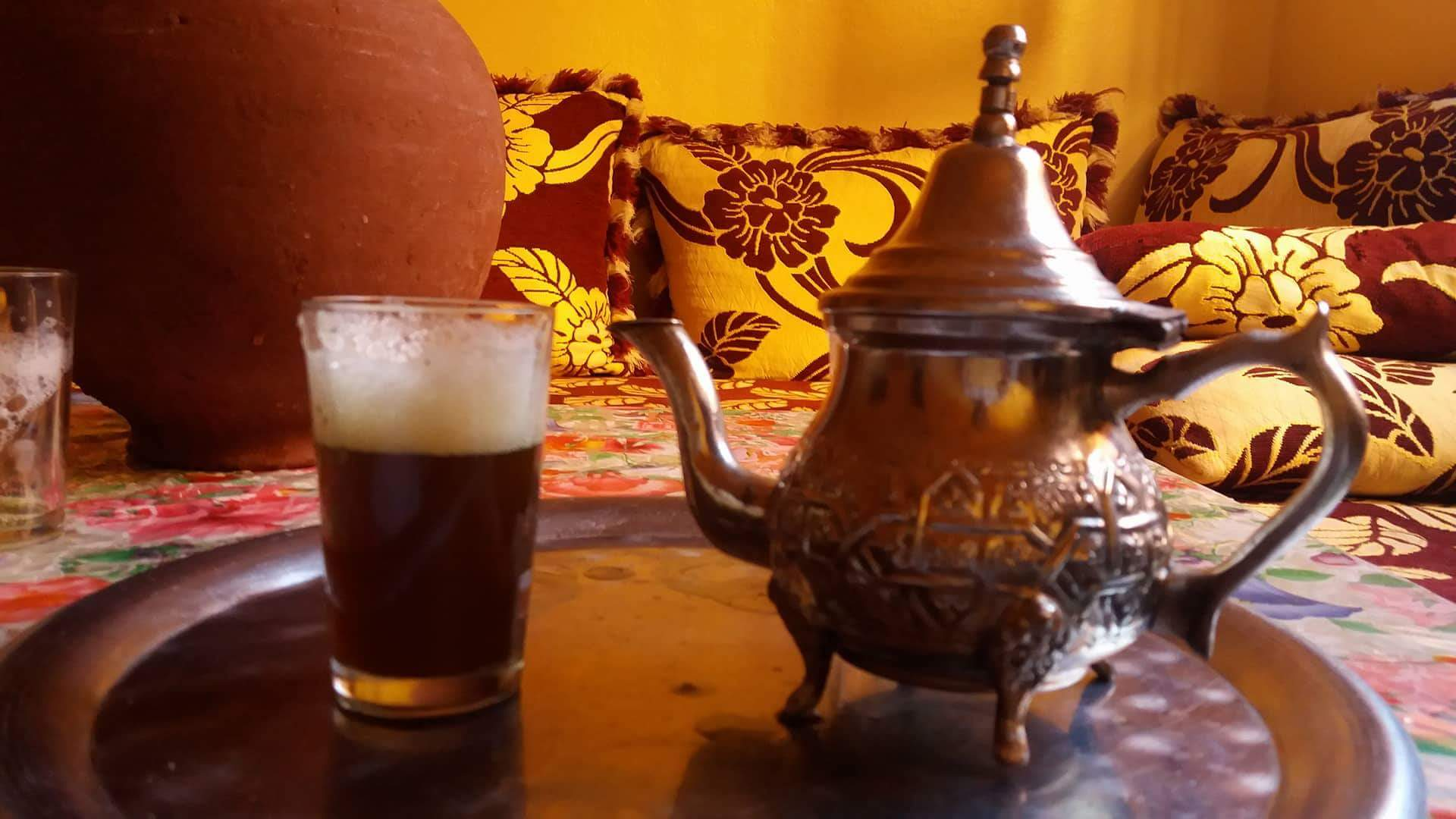
Марокканский чайник

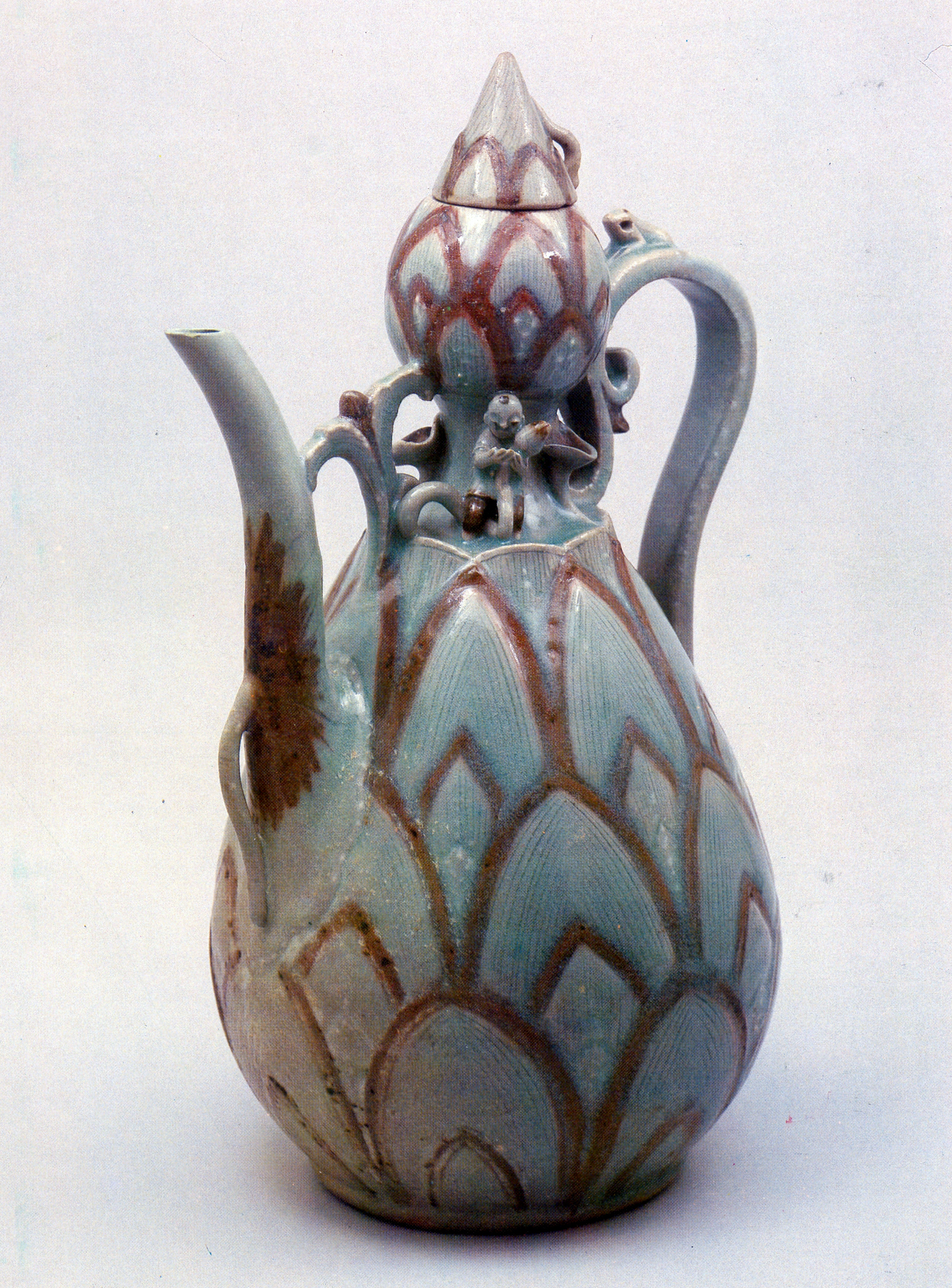
Корейский старинный чайник

Заварочный чайник — чайник для заваривания чая.

## История
Заварочные чайники, вероятнее всего, произошли от керамических котелков, непосредственным предшественником были сосуды, в которые насыпался порошковый чай и наливалась горячая вода, заваренный чай потом переливали в другие сосуды для питья. Этот упрощённый процесс применялся в Китае уже в первом тысячелетии нашей эры, во времена династий Тан и Сун. Творческий элемент при создании заварного чайника состоял в добавлении носика. Необходимость в чайниках возникла с переходом к цельнолистовому чаю, который произошёл в конце XIV века во времена династии Мин. Исследователи расходятся во времени появления заварных чайников, называя как XVI век, так и гораздо более ранние времена династии Юань.
Самый древний экземпляр чайника, сохранившийся до наших дней, хранится в Музее чайных изделий в Гонконге.
Многие традиционные китайские чайники делаются из исинской глины; такие изделия обычно не подвергаются глазировке, это позволяет глине впитывать аромат завариваемых сортов чая и в дальнейшем подчёркивать эти ароматы. Некоторые профессионалы китайской чайной церемонии используют неглазированные чайники под конкретные сорта чая.
С конца 17 века чай вывозился в Европу как часть общего экспорта экзотических специй и предметов роскоши. Торговые суда перевозили как сам чай, так и чайники из фарфора; большинство таких чайники имели роспись в стилистике бело-голубой керамики с кобальтовым красителем. В связи со стекловидностью фарфора, он не подвержен воздействию морской воды: поэтом упакованные чайники перевозились непосредственно на палубе судна (а сам чай — в трюме, чтобы обеспечить его сухость).
В Великобританию чай попал  в тот момент, когда в Китае было модно заваривать цельнолистовой чай в чайниках, потому в дальнейшем этот способ заварки оказался традиционным для Европы. Чёрный чай лучше переносил перевозку и требовал высокой температуры воды при заварке, отсюда появилась британская традиция заваривать разогретый чайник крутым кипятком.
В Европе употребление чая (из-за его высокой цены) изначально было прерогативой высших слоёв общества. При этом в первое время фарфоровые чайники также были очень дорогими, так как тоже импортировались. Так продолжалось до тех пора, пока Эренфрид Вальтер фон Чирнхаус не изобрёл европейский белый фарфор; вскоре после его смерти открылось фарфоровое производство в Мейсене близ Дрездена (1710 г.). При этом европейские производители долгое время ориентировались на китайский дизайн чайников.
В колониальной Америке Бостон стал центром производства ценных изделий из серебра. В итоге сразу четырёх крупных семейных производителя, Edwards, Revere, Burt и Hurd стали включать в номенклатуру своей продукции серебряные чайники.

### Традиции применения у разных народов
При русской традиционной «парной подаче» чая на стол ставятся два сосуда — заварочный чайник с крепким чаем (заваркой) и ёмкость для кипятка. При этом кипяток подаётся либо в доливном чайнике, либо в самоваре; в чашки наливается небольшое количество заварки, которая доливается горячей водой.
Такой же метод с двумя чайниками используется в Турции.
Одна из причин использования отдельных заварочного и доливного чайников состоит в том, чтобы, единожды сделав заварку,  разливать чай разной крепости в чашки разных участников чаепития. Во многих других культурах чаепития заваренный чай разливается непосредственно из заварного чайника. Например, так делают в Великобритании, разбавляя при этом чай молоком.

### Марокканский чайник

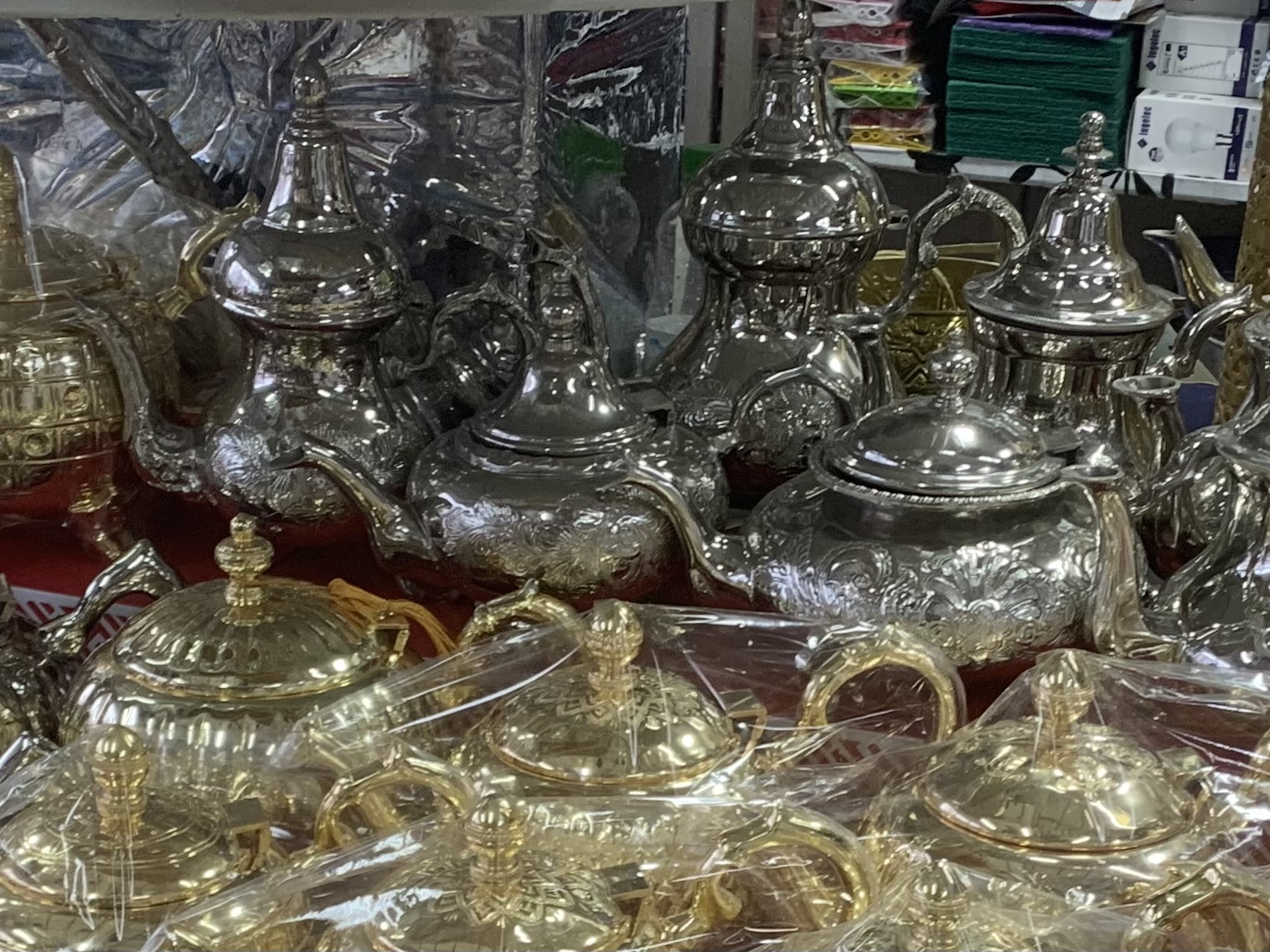
Традиционные марокканские чайники

В Марокко заварочные чайники из нержавеющей стали — важная составляющая часть местной чайной церемонии. В силу их высокой жаропрочности, такие чайники можно ставить непосредственно на плиту/печь. Вместе со стаканчиками из цветного стекла они формируют облик марокканского чайного ритуала.  Чай считается пригодным для питья, только когда на его поверхности появляется пена. Носик у таких чайников очень длинный, что позволяет наливать чай с высоты до 30 см. Дизайн этих изделий варьирует от минималистического до богато украшенного.

## Устройство
В конструкции чайника может находиться сито для отсеивания чаинок. Также существует чайное ситечко, используемое как отдельный предмет или подвешиваемое на носик заварочного чайника. Для поддержания температуры заваренного чая традиционно используется «чайная баба» или специальная подставка с чайной свечой. Подогрев может осуществляться и в некоторых моделях электрочайников, выпускаемых в комплекте с заварочным чайником и базой-подставкой имеющей кроме контактного разъёма чайника для кипячения ещё и электроконфорку слабого нагрева для заварочного чайника схожей с чугунной конфоркой электроплиты. В Турции для подогрева заварного чайника (турецкий стиль заваривания чая требует поддержания высокой температуры) и экономии места на кухне выпускается двухъярусная система с заварным чайником наверху, доливным внизу.
Нередко заварочные чайники, особенно расписные фарфоровые, выпускаются и реализуются в составе чайных сервизов. Джессика Роусон возводит историю сервизов по крайней мере к династии Юань.

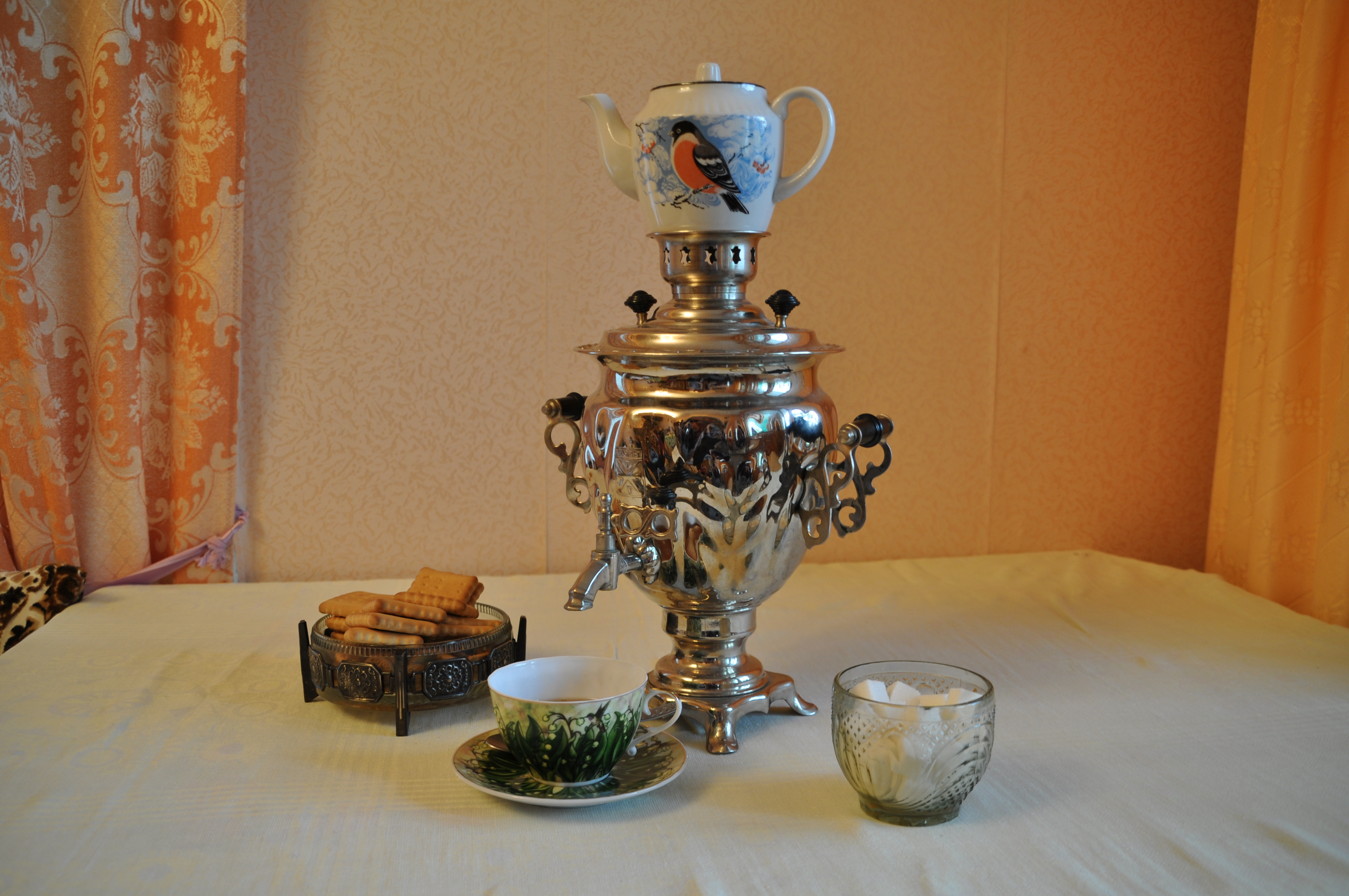
В самоварах предусматривается конфорка, для поддержания в тёплом виде заварочного чайника с заваркой
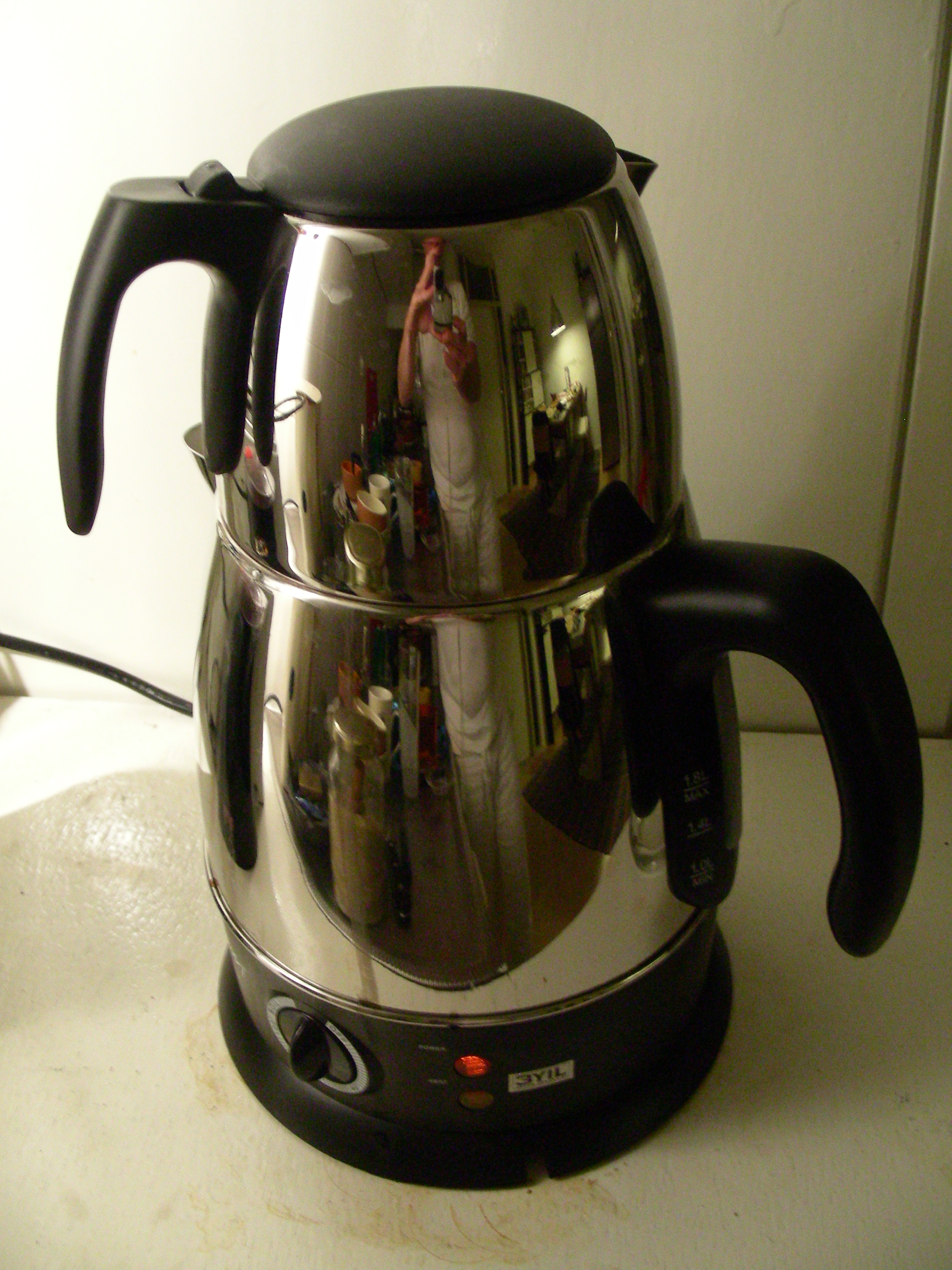
Турецкий двухъярусный электрический чайник с металлическим корпусом
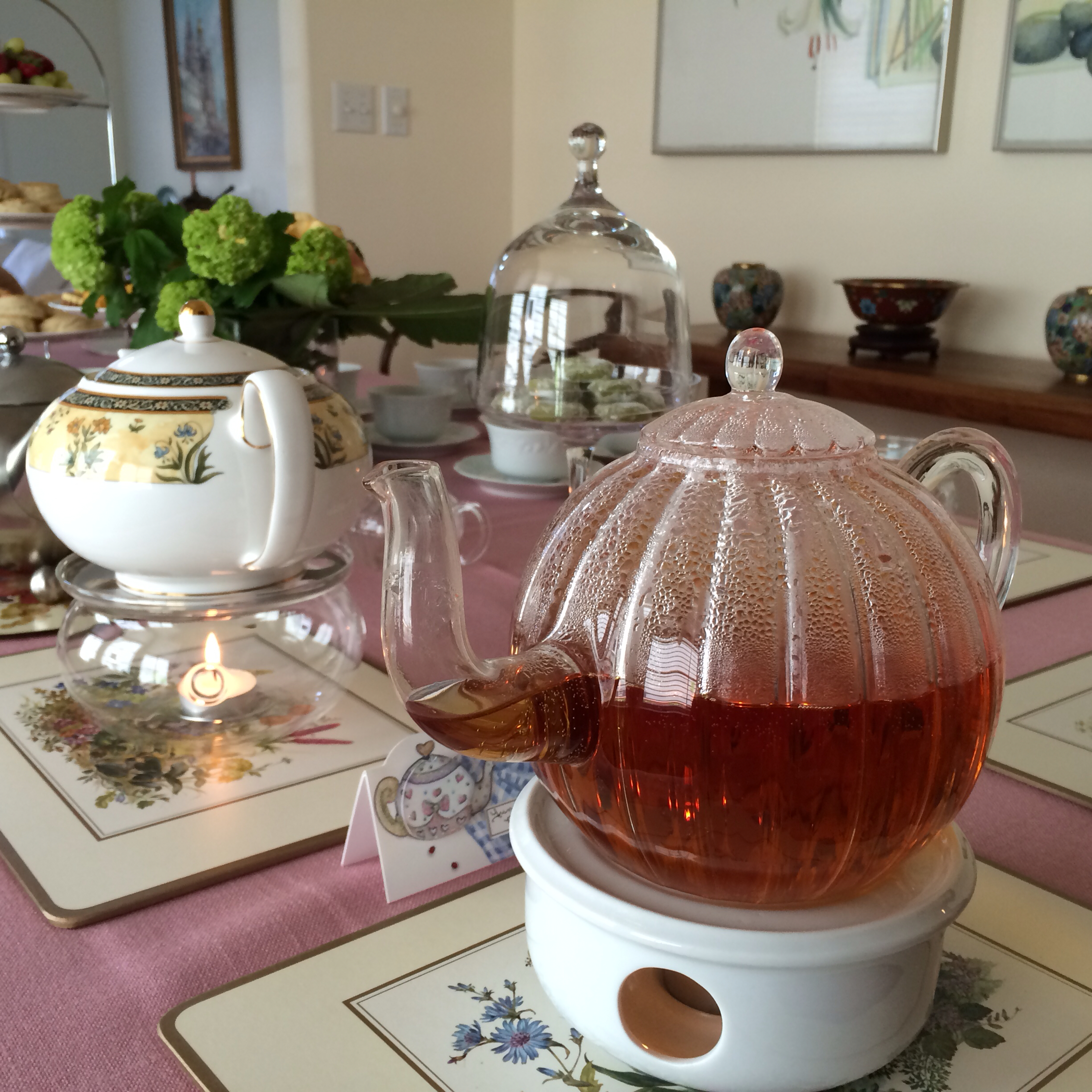
Фаянсовый и стеклянный заварочные чайники подогреваемые свечами
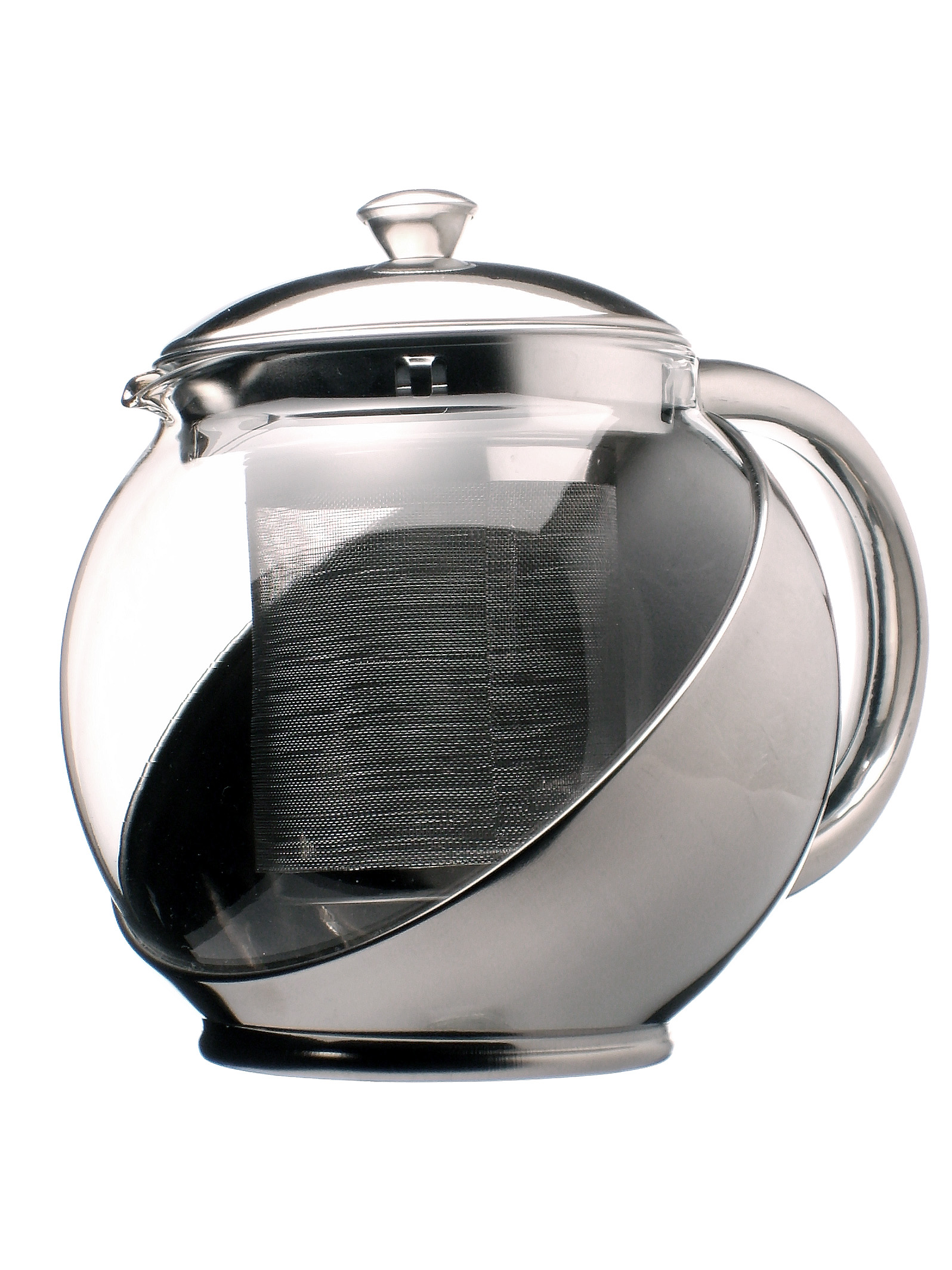
Вариант современного стеклянного заварочного чайника с фильтр-отсеком
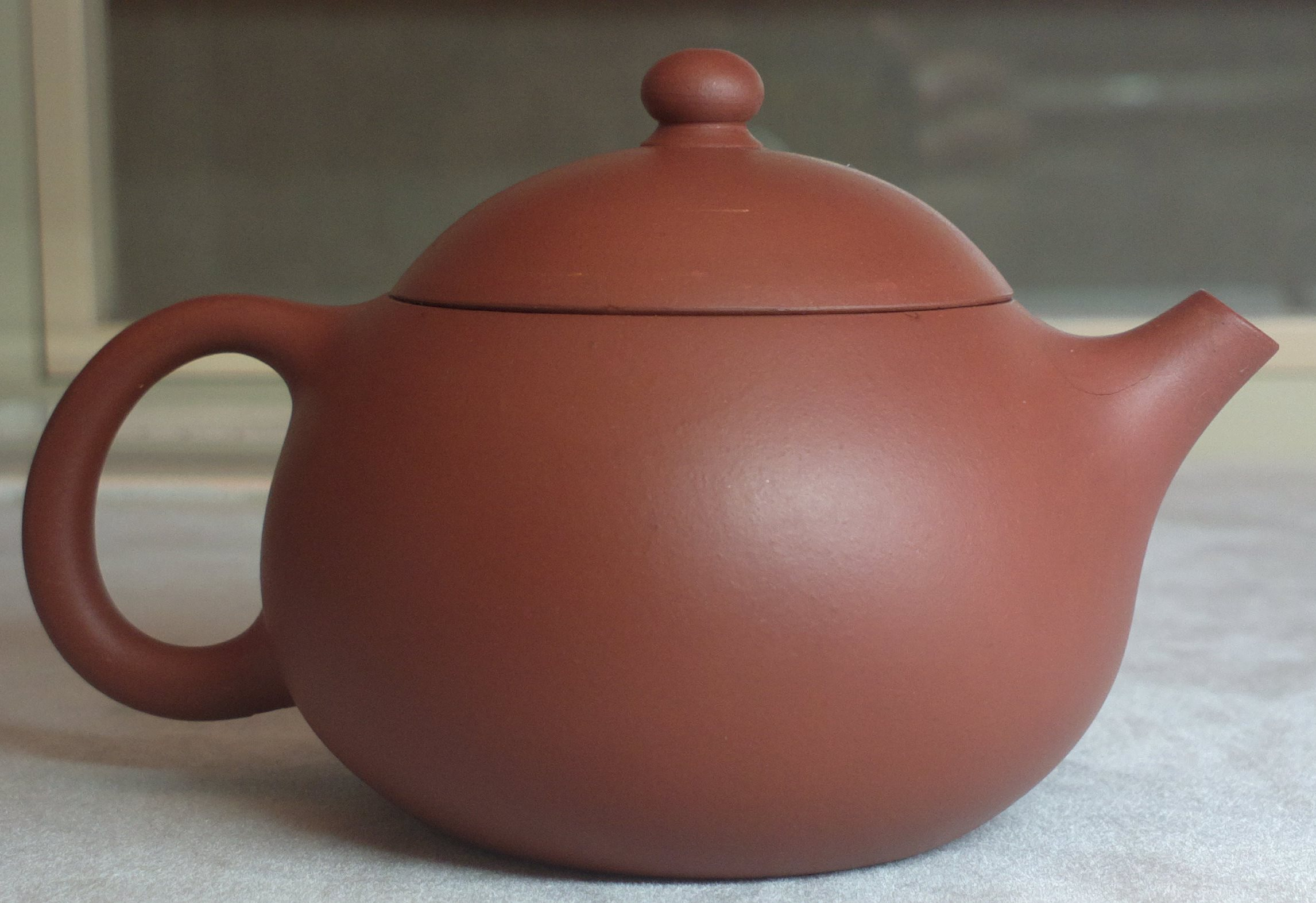
Китайский глиняный неглазурированный исинский чайник[англ.]*[17] из исинской глины
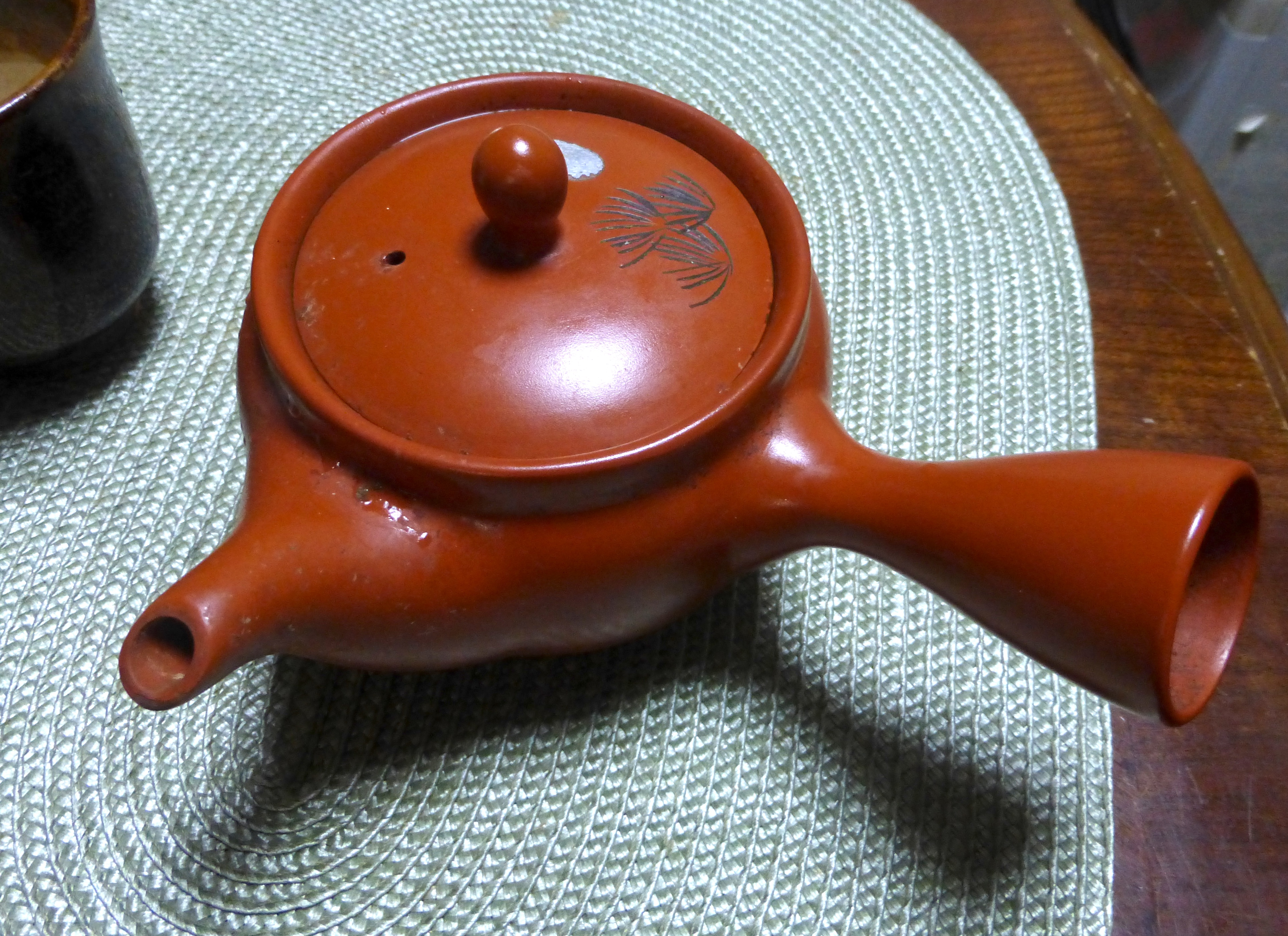
Японский глиняный глазурированный кюсу[англ.] с боковой ручкой
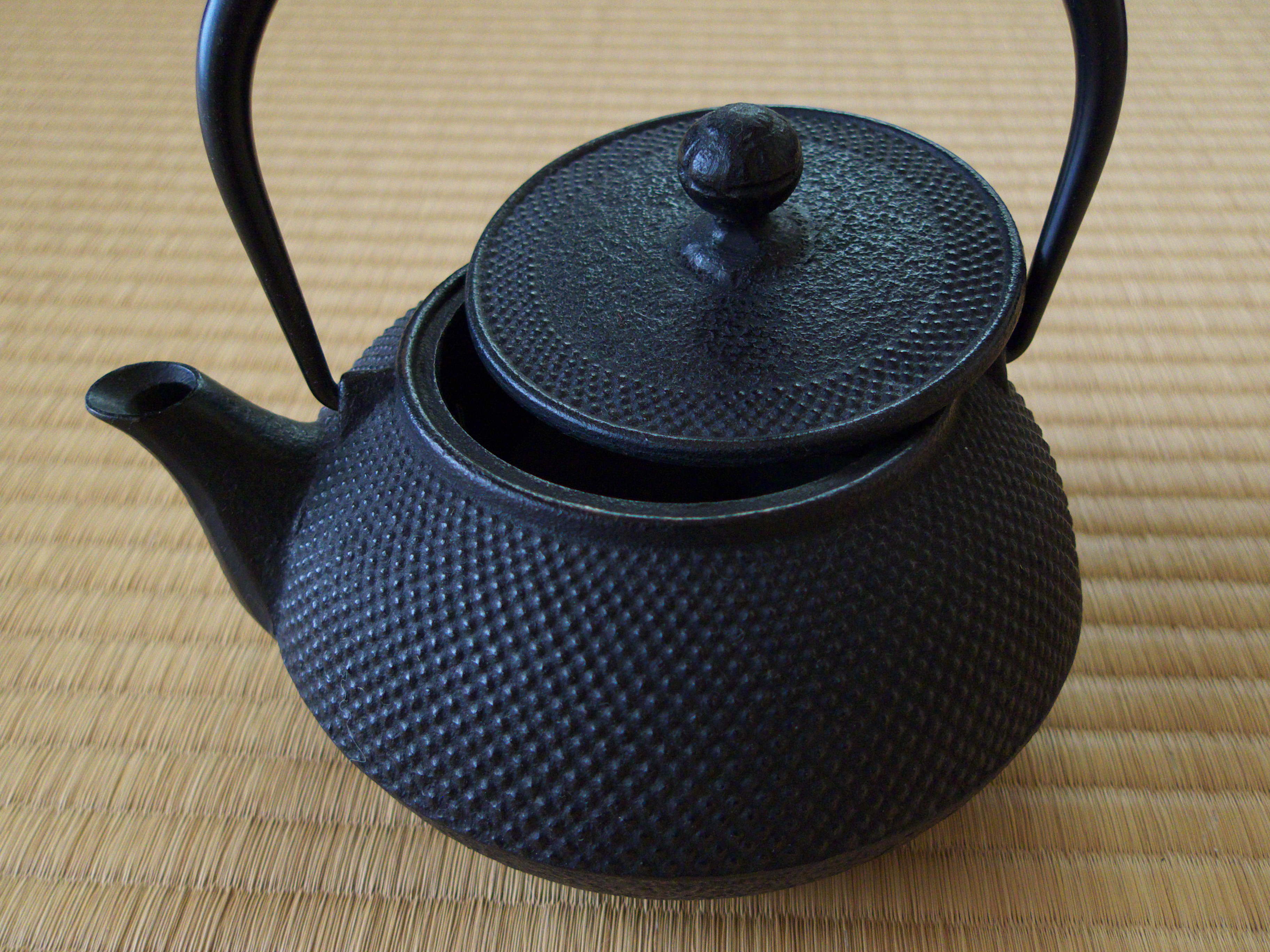
Японский чугунный чайник тэцубин

### Альтернативные методы заваривания
Существует множество способов заварки чая без использования заварного чайника, с применением других приспособлений. Например, большинство китайцев использует гайвань — небольшую чашку с крышкой, заливаемую не очень горячей водой, которая подливается по мере надобности до потери чаем аромата. Чай можно заваривать непосредственно в чашке с использованием чайного инфузера или в кружке, применяя чайный пакетик.
С конца XIX века выпускаются чаеварки — автоматические устройства для заваривания чая с таймерами и, в последнее время с термостатами. Принцип действия первого устройства (с газовым подогревом, запатентовано в 1892 году) тот же, что и у капельных кофеварок. С 1933 года чаеварки стали электрическими.
Выпускаются модели электрочайников, в которых конструктивно предусмотрена возможность заваривания чая непосредственно в колбе чайника, где кипятилась вода.

## В искусстве

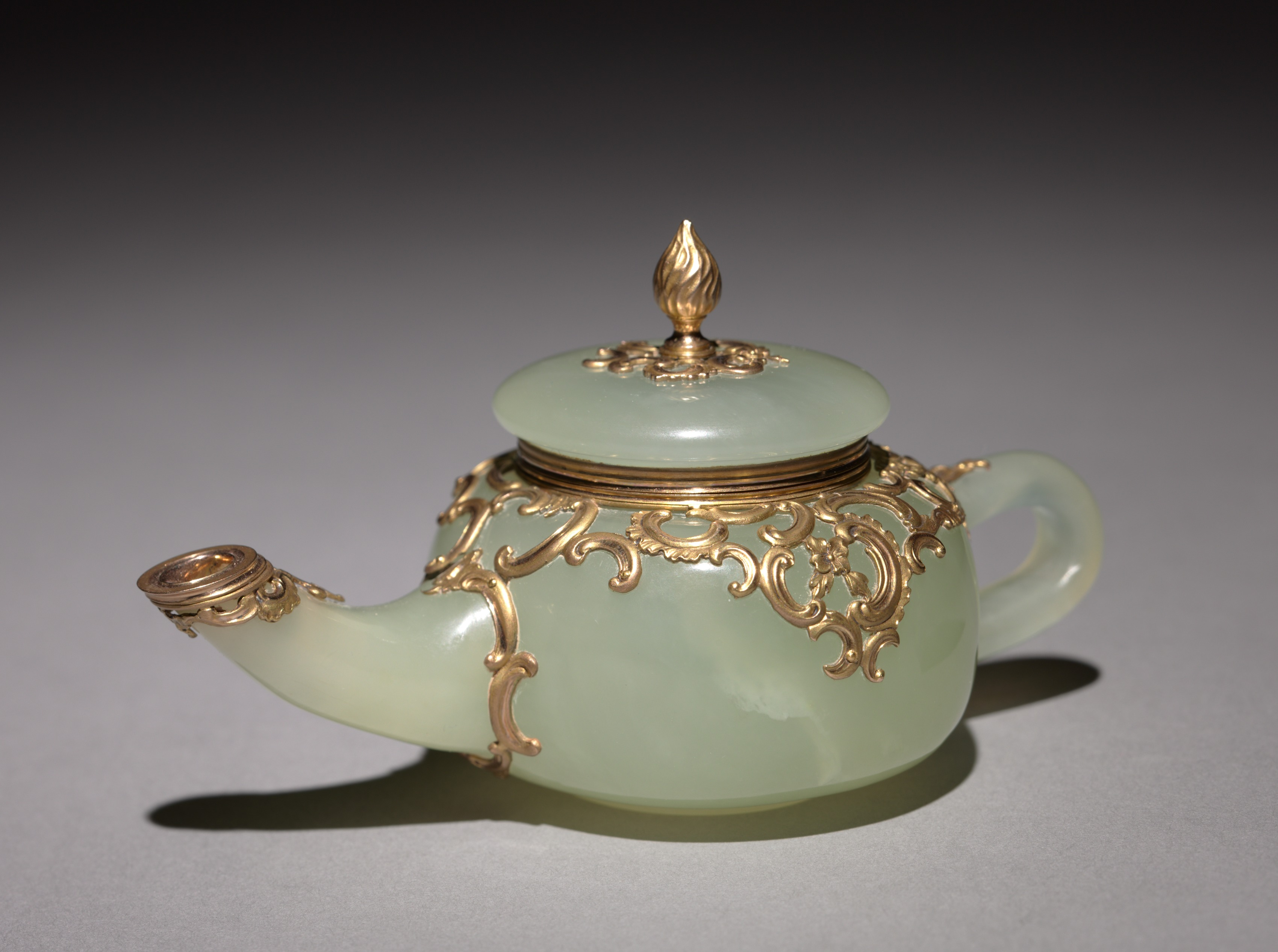
Ювелирное изделие Фаберже (автор Перхин М. Е.) в виде миниатюрного (5,8 x 10,9 см) заварочного чайника, экспонат Художественного музея Кливленда. 1886-1896, бавенит, золото

Нередко, заварочные чайники, кроме основного функционального назначения являются ещё объектом декоративно-прикладного искусства. Некоторые заварочные чайники являются предметом коллекционирования, экспонатами музеев и декоративными элементами интерьера.
Заварочный чайник является популярным объектом творчества у дизайнеров, так как предоставляет нужную для творческого импульса смесь материала, формы, конструкции и функции; создание своего чайника — это своеобразный обряд инициации для художника, работающего с керамикой. К заварочным чайникам обращались известные мастера: вскоре после революции, в 1923 году, К. С. Малевич создал свою вычурную версию в составе пропагандистского чайного сервиза на Государственном фарфоровом заводе в Петрограде (ныне вновь Императорский фарфоровый завод). Чайник являлся супрематическим видением паровоза и предназначался не для бытового использования, а на экспорт; это был не «чайник как таковой», а «идея чайника». ИФЗ выпускает чайники по модели Малевича до сих пор. Чайники являются одним из тех артефактов, которые ставят искусствоведа в сложное положение: где кончается образец прикладного искусства и начинается повседневный товар? Следует ли учитывать цену, отсутствие художественного мастерства у изготовителя, метод изготовления?. Изготавливаются дизайнерские авторские заварочные чайники и в виде различных статуэток людей или животных, других объектов и абстрактных фигур, различной формы, с различным орнаментом и рисунками, в том числе и на сексуальную тематику.
Так, дизайнеры Баухауса старались выразить красоту предмета через форму и цвет, избегая украшений. М. Брандт около 1924 года создала один из наиболее знаменитых объектов этой школы — миниатюрный (7 сантиметров высотой) заварочный чайник в виде полушария из латуни с серебрением и с ручками из эбенового дерева (англ. ebony). Вертикальная чёрная ручка создаёт контраст с приземистым блестящим телом чайника, крышка сдвинута из центра с тем, чтобы заварка не проливалась из-под неё при наклоне. Изделие не пошло в серию, немногочисленные оригиналы продаются коллекционерами на аукционах, так один из экземпляров модели «MT 49» был продан за 361 000 долларов в 2007 году.
Некоторые варианты дизайнерских заварочных чайников:

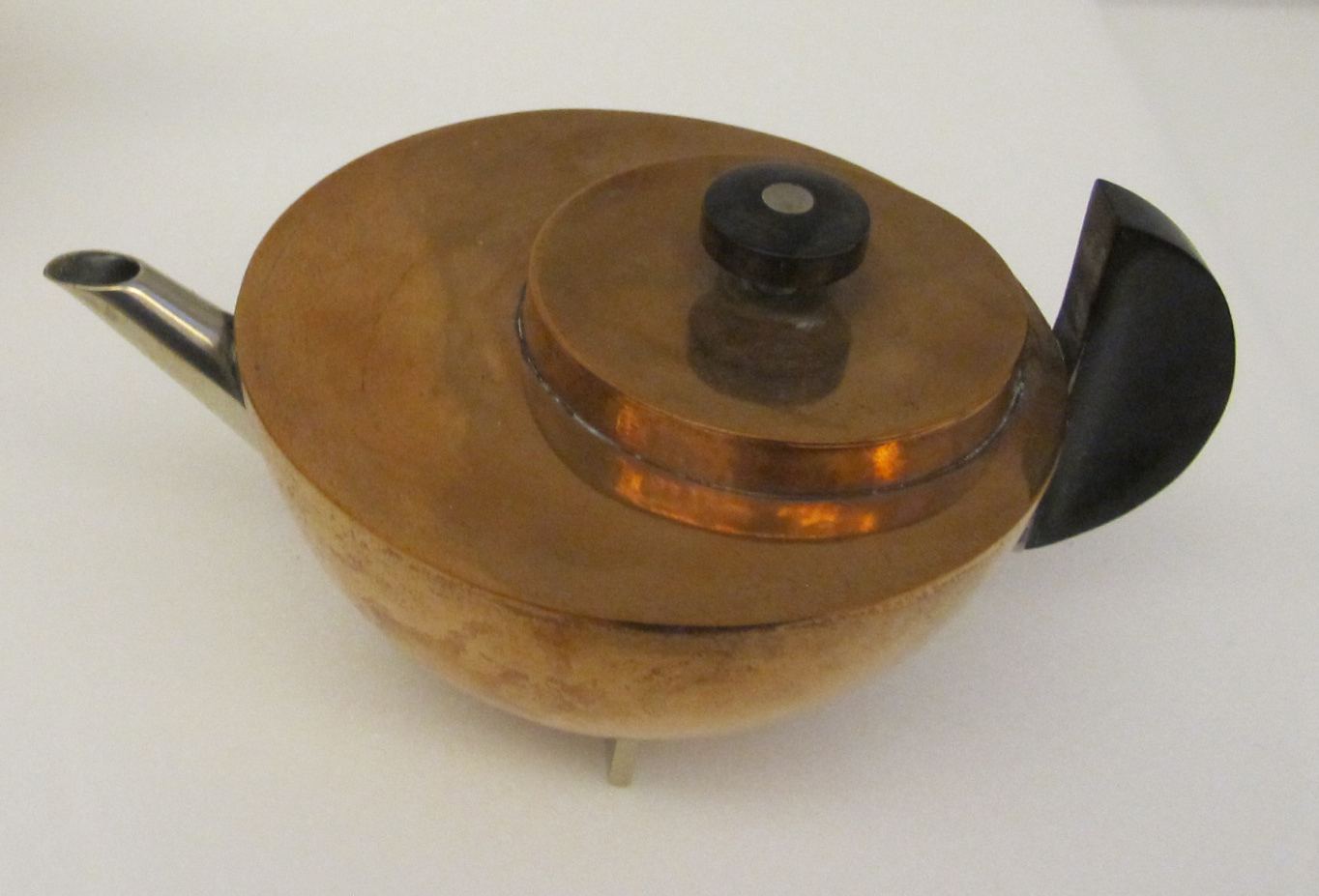
Автор М. Брандт, 1924, модель «MT 49»[32] (на данном экземпляре посеребрение, кроме носика, окислено и(или) удалено)
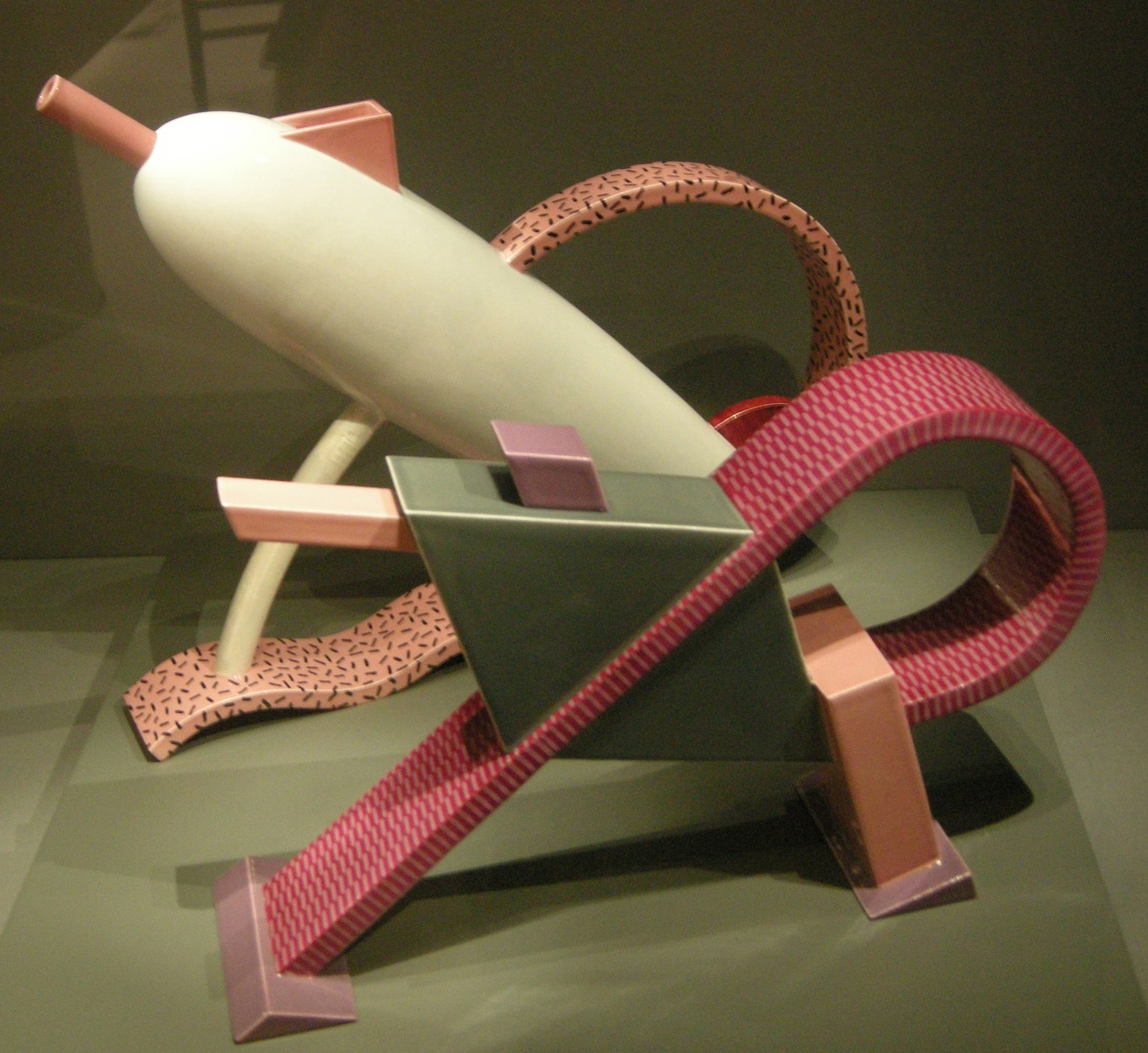
Автор Маттео Тун[нем.], 1982, глазурированная керамика, заварочные чайники моделей «Pelicanus Bellicosus» (ближний)[33] и «Larus marinus»
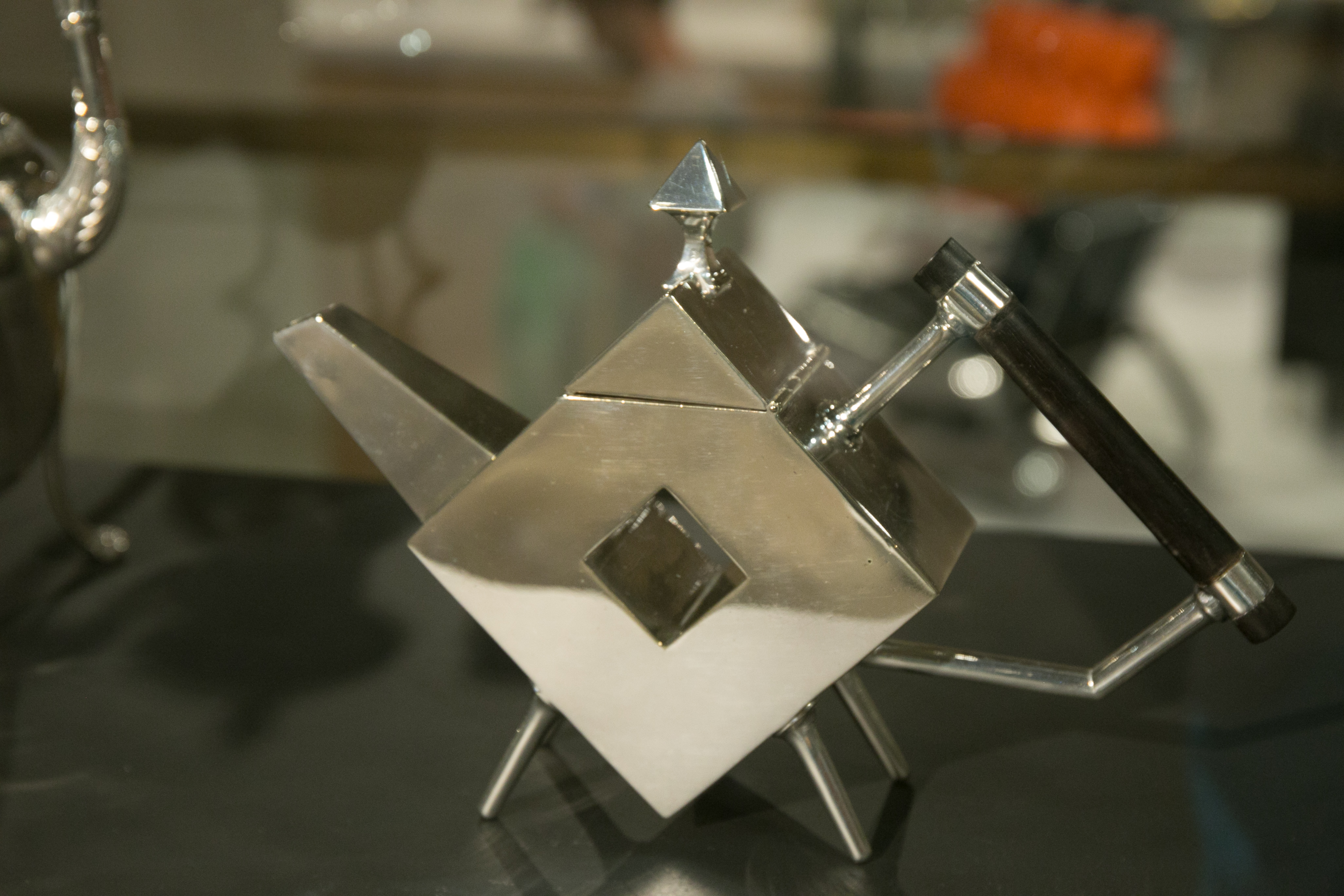
Автор К. Дрессер, 1879, серебро, эбеновое дерево, Монреальский музей изящных искусств
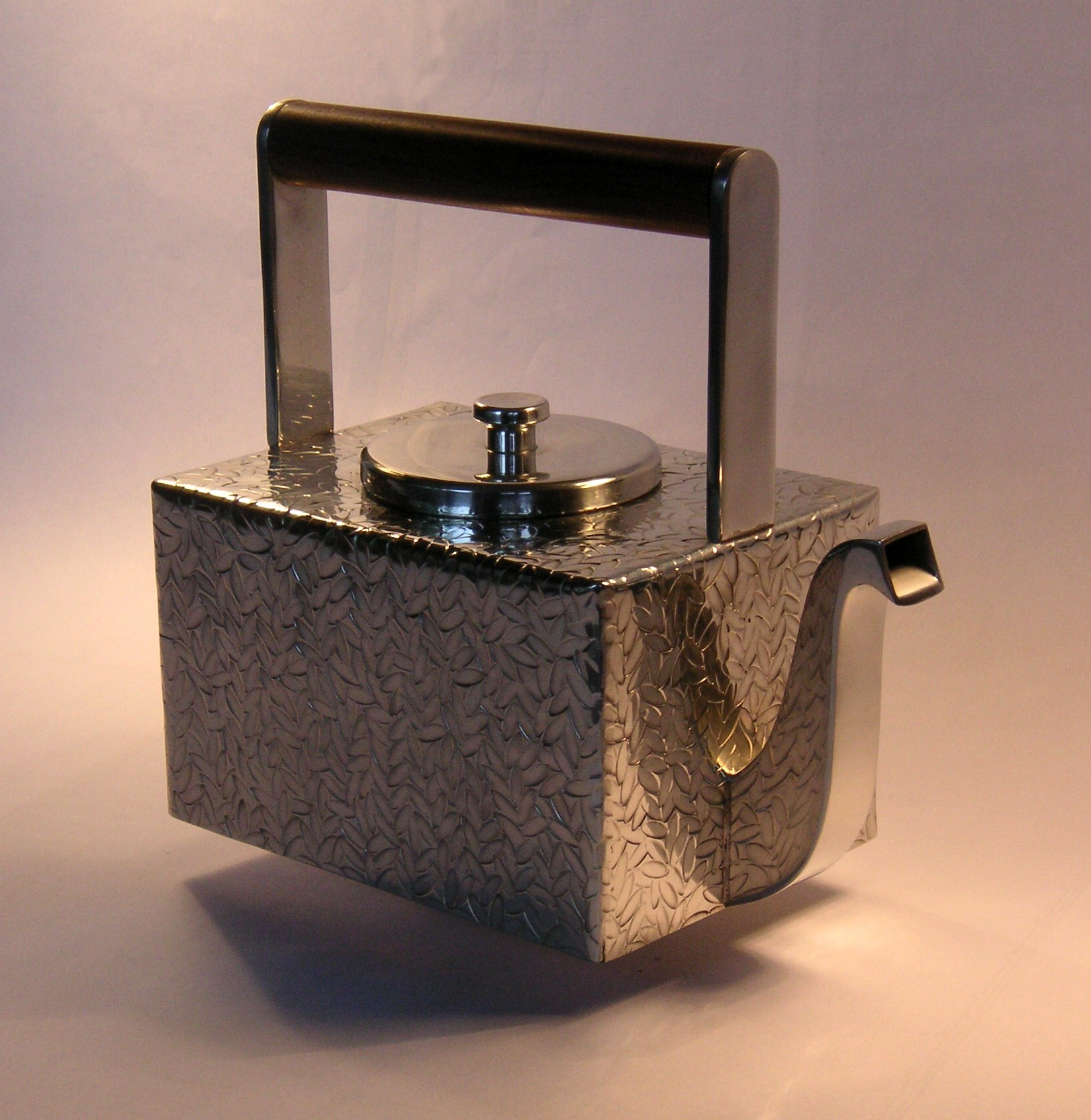
Автор Сигне Перссон-Мелин, 2004, олово, узор в виде листьев мирта, посвящён основателю «Svenskt Tenn[англ.]»
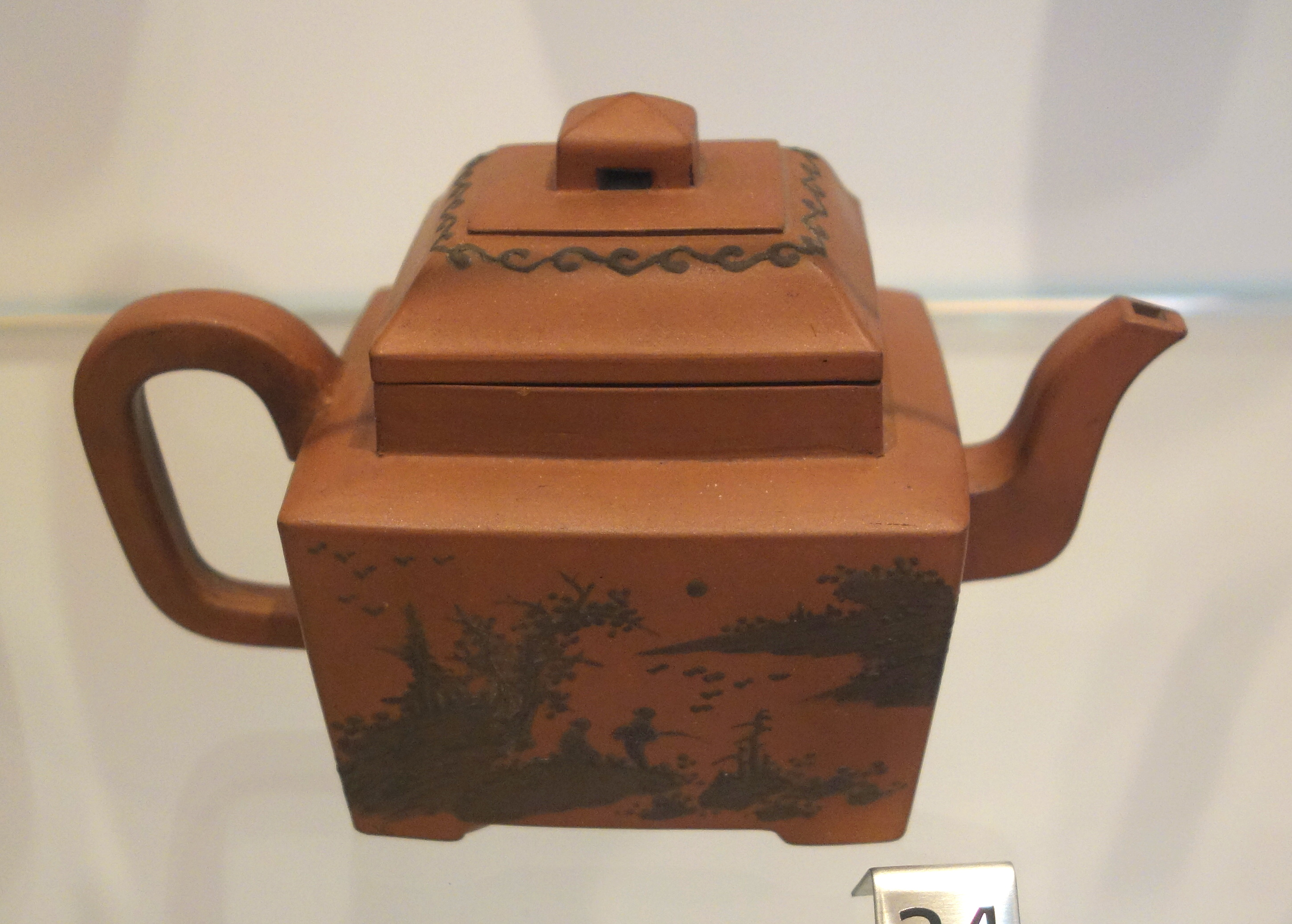
Автор неизвестен, исинский чайник, 1765-1835 года, Королевский музей Онтарио

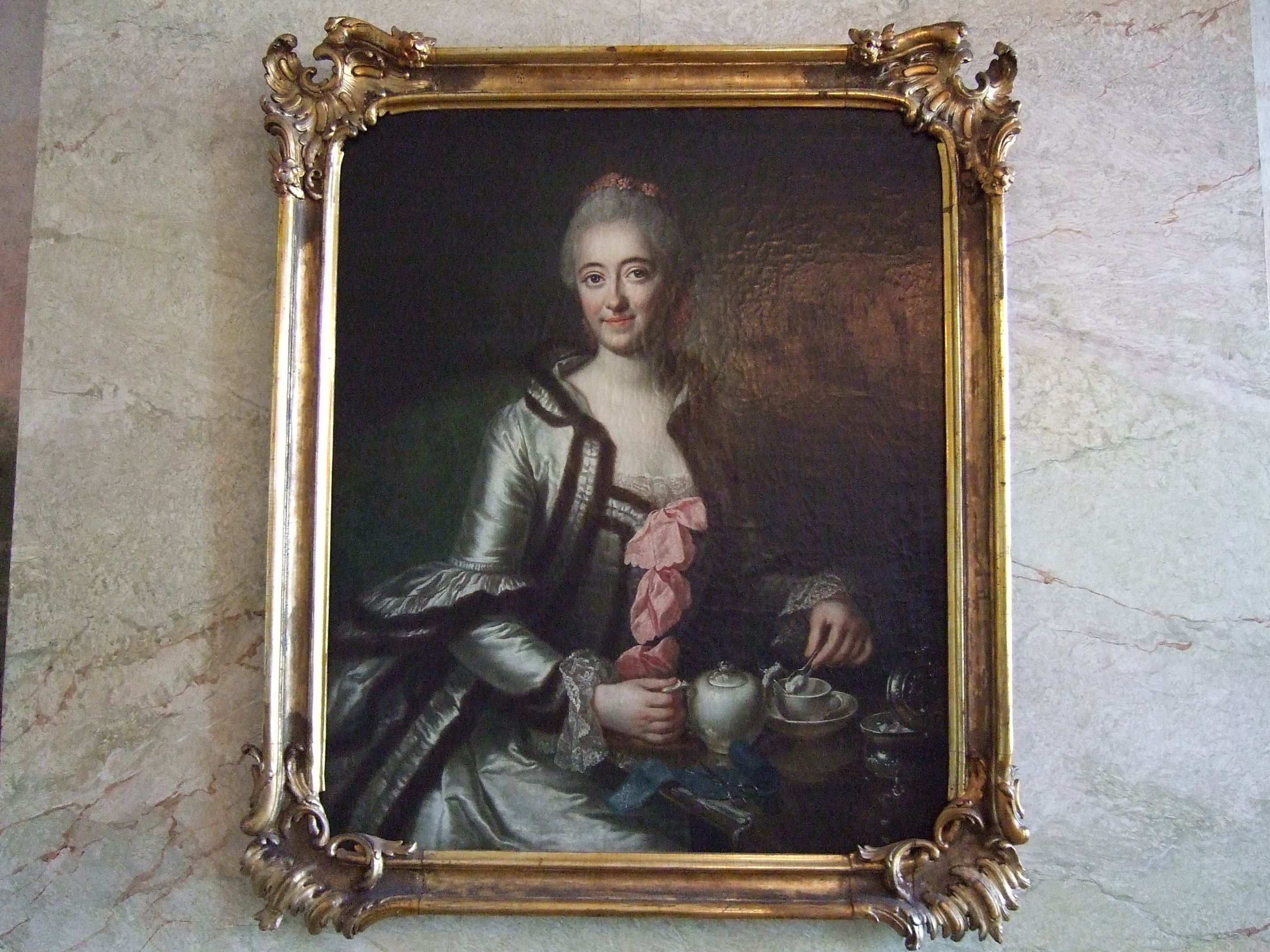
Заварочный чайник на картине «Портрет женщины», около 1773 года, неизвестный автор, коллекция дворца Фридрихсфельде

Чайник вдохновлял и представителей невизуальных искусств: уже в 1840 году Дж. Бейли написала стихотворное послание чайнику (англ. «Lines to a Teapot»).
Встречаются заварочные чайники и в изобразительном искусстве. Заварочный «чайник Юта» стал одним из первых эталонных объектов в компьютерной трёхмерной графике.
Попали заварочные чайники и в Книгу рекордов Гиннесса. Так, самый большой функциональный заварочный чайник высотой 4 м, диаметром 2,58 м, весом 1,2 т, изготовлен из стали по заказу «Sultan Tea» в Марокко в 2016 году, в нём было заварено 1500 л чая с добавлением 3 кг мяты. Самый дорогой заварочный чайник был оценён в 2016 году в 3 000 000 долларов и имеет собственное название «Эгоист» (англ. «Egoist»), был изготовлен по заказу владельца «Newby Teas» в Италии ювелиром F. Scavia из золота, серебра с позолотой, украшен снаружи 1658 бриллиантами и рубином в 6,67 карат, ручка чайника сделана из ископаемого бивня мамонта, ручка крышки тоже из рубина, рассчитан на 1 порцию чая (отсюда и название), находится в собственности «Фонда Сетхии» («N. Sethia Foundation»), экспонат частной «Коллекции Читра» («Chitra Collection»).

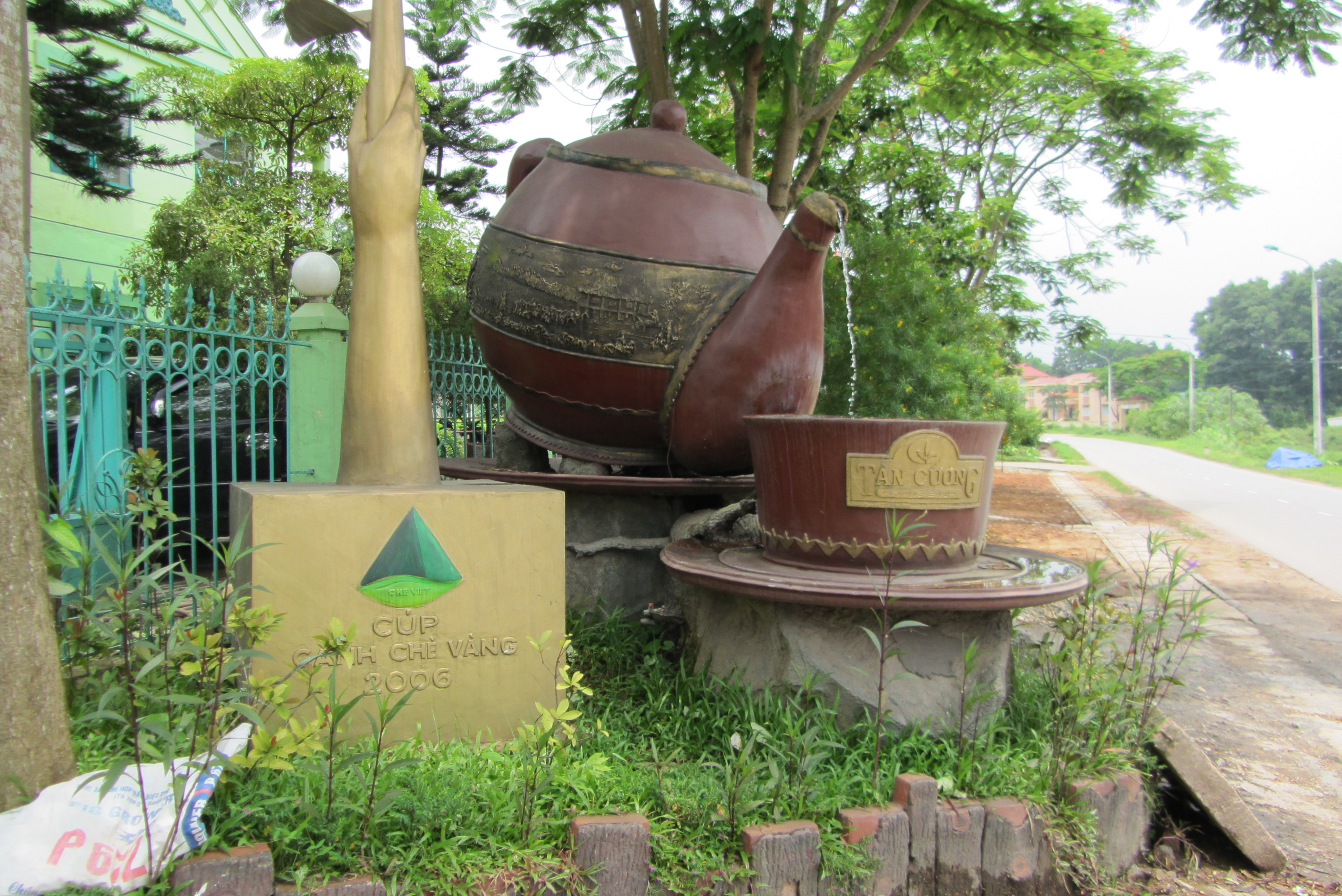
Монумент-фонтан в городе Тхайнгуен

Нашли отражение заварочные чайники и в архитектурном дизайне зданий. Так, в 2010 г. в Мэйтане было построено здание «Музея чайной культуры» (Meitan Teapot Museum), имеющее форму глиняного чайника высотой 73,8 м и диаметром 24 м с чашкой. В 2014 году в Уси было построено здание «Выставочного центра культурного туризма Ванда» (Wuxi Wanda Cultural Tourism Exhibition Center), имеющее форму глиняного чайника высотой 39 м и диаметром 50 м, составная часть «Tourism City». Есть и другие небольшие частные здания, а также архитектурные композиции, в форме заварочных чайников, к примеру, газозаправочная станция «Teapot Dome», Chester teapot и т. д., в некоторых случаях представляющие архитектуру абсурда.

## Другие применения

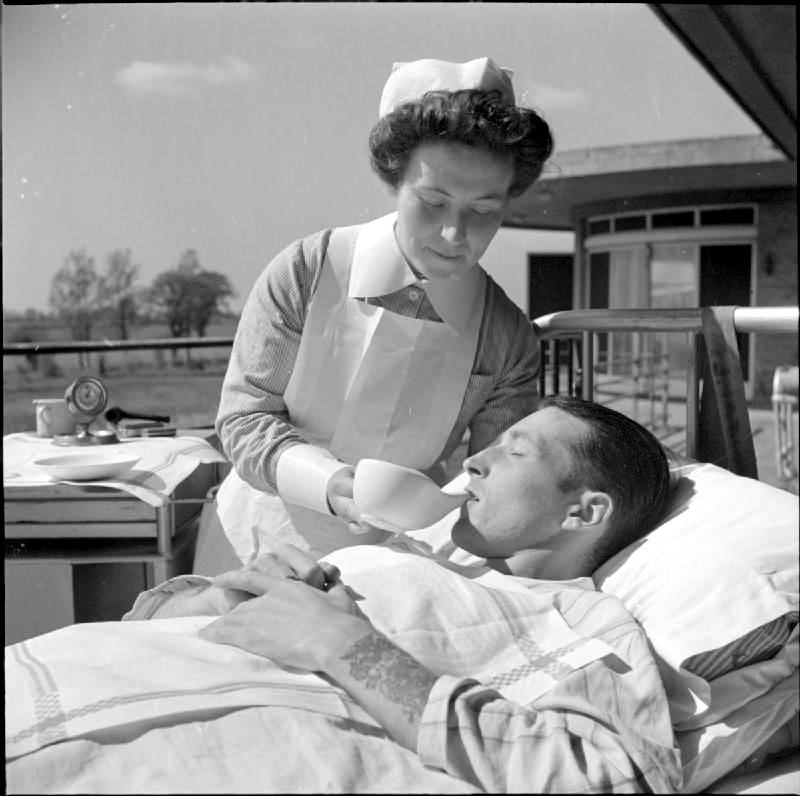
Нянька поит больного через поильник

Заварочные чайники могут использоваться для приготовления травяных чаёв.
При отсутствии специального медицинского поильника, маленький чайник может частично заменить его для энтерального питания жидкой пищей (бульон, молоко, протёртые жидкие супы и т. д.) тяжелобольных и инвалидов, которые не могут самостоятельно прожёвывать пищу и пользоваться столовыми приборами.